# Симуков, Андрей Дмитриевич
Андрей Дмитриевич Симуков (1902, Санкт-Петербург — 15 апреля 1942, Абезь, Коми АССР) — монголовед-географ, этнограф, археолог.

## Биография
В начале 1923, уйдя со II курса Механико-электротехнического института в Москве, прошёл конкурсный отбор и принят в экспедицию П. К. Козлова, где выполнял работу археолога, ботаника, зоолога, топографа, метеоролога, географа. Участник раскопок Ноин-Улинских курганов. В совершенстве изучил монгольский язык. По окончании экспедиции, осенью 1926 года, приглашён Цыбеном Жамцарано остаться в Монголии. Работал сотрудником Научно-исследовательского комитета МНР, заведующим Государственным музеем МНР. Проживал в Улан-Баторе.
Каждый год предпринимал экспедиции и поездки в различные районы страны. Обследовал нагорье Хэнтэй, Хангай. В 1934 году издал Атлас Монгольской Народной Республики, на монгольском и русском языках, за который получил орден Полярной Звезды. В 1936 году прошёл по Монголии на автомобилях, лошадях и верблюдах более 30 000 км. По итогам создал ряд фундаментальных работ по физической и экономическое географии Монголии. Консультировал правительство МНР в вопросах в вопросах природопользования, административно-территориального и экономического районирования.
Арестован 19 сентября 1939 года, 4 января 1941 года приговорён ОО НКВД советской группы войск по 58-10, 58-11 на 8 лет ИТЛ. В начале февраля 1941 года этапирован в Абезьский лагерь (Коми АССР). Умер 15 апреля 1942 от «паралича сердца».
В 1956 году реабилитирован.

## Семья
Отец — Дмитрий Андреевич Симуков (1862—1922), служащий Министерства финансов. Мать — Наталья Яковлевна, урожд. Миллер (1875—1962), преподавательница гимназии.
Дядя (брат матери) — А. Я. Миллер, дипломат, востоковед.
Дед А. Д. Симукова по материнской линии — Яков Михайлович Миллер (Хаан), врач, выпускник Императорской медико-хирургической академии, участвовавший с Н. И. Пироговым в Крымской кампании. Симуковы были в родстве с семьёй Лесгафтов: первая жена Я. М. Миллера и мать единокровного брата Натальи Яковлевны Симуковой, врача-акушера Виталия Яковлевича Миллера — Эмилия Лесгафт, сестра Франца и Петра Лесгафтов.
Брат — Алексей Дмитриевич Симуков, драматург, сценарист
Сестра — Александра Дмитриевна Симукова (г.р. 1905)
Дети:
- Сын — Алтай (г.р.1928, умер в детстве)
- Дочь — Наталья Андреевна Симукова (г.р.1933) кандидат химических наук, автор книг об отце. Её муж — Эдуард Израилевич Будовский (1929—2013), доктор химических наук
  - Внучка — Елена Эдуардовна Будовская, филолог-славист, преподаёт русский язык в Джорджтаунском университете в Вашингтоне.
- Дочь — Доржпалам (г.р.1937)
- Внуки:
  - Санжаасурэнгийн Зориг
  - Санжаасурэнгийн Оюун
  - Санжаасурэнгийн Баяраа, посол Монголии в Индии[3]

Жена — Мелания Алексеевна Симукова (урожд. Алексеенко), соратник А. Д. Симукова, сопровождавшая его во многих экспедициях.

## Труды
- Научная библиотека Бурятского государственного университета. Симуков, Андрей Дмитриевич (недоступная ссылка). Труды о Монголии и для Монголии = Works about Mongolia and for Mongolia / А. Д. Симуков; сост.: Ю. Конагая, С. Баяраа, И. Лхагвасурэн ; Гос. музей этнологии. — Осака : [б. и.], 2007 — . — (Senri Ethnological Reports : 66). — ISSN 1340-6787. 
Т. 1. — 2007. — 977 с. : ил. — Список трудов А. Д. Симукова: С. 101—108. — ISBN 978-4-901906-45-6
- А. Д. Симуков. Зоологические заметки по маршруту Южной партии Монголо-Тибетской экспедиции Г. Г. О. под начальством П. К. Козлова. 1925—1926. // А. Д. Симуков. Труды о Монголии и для Монголии. Т. 3 (часть 1). Сост. Юкки Конагая, Санжаасурэнгийн Баяраа, Ичинхор-лоогийн Лхагвасурэн. Осака: Гос. музей этнологии, 2008. С. 5-36.
- А. Д. Симуков. Труды о Монголии и для Монголии = Works about Mongolia and for Mongolia. Vol. 1 (недоступная ссылка), 10 с.
- Алексей Симуков: Чертов мост, или Моя жизнь как пылинка Истории. — М., Аграф, 2008. — 415 с.

## Персоналия
- Дмитрий Симуков. Цусима, Саша, Фушка, Минечка и моя бабушка // «Вечерняя Москва» № 101 (24146) от 8 июня 2005 (недоступная ссылка)
- В. В. Грайворонский. А. Д. Симуков и его вклад в монголоведение. // Восток. Афро-азиатские общества: история и современность, № 4, 2007, C. 148—154
- Форум миссионерского портала диакона Андрея Кураева. иерей Михаил Францев. Храм в честь пророка Илии п. Абезь Республика Коми. Симуков Андрей Дмитриевич.
- Форум миссионерского портала диакона Андрея Кураева. иерей Михаил Францев. Re: Списки захороненных в годы репрессий (фотографии)
- Симукова Н. А. Андрей Дмитриевич Симуков, жизнь и труды, 16 с.
- П. Цолмон, д-р геогр н. Сердце, отданное Монголии (недоступная ссылка), 18 с.
- А. Болд, Институт Биологии Академии Наук Монголии, д-р, профессор. Андрей Дмитриевич Симуков как зоолог (недоступная ссылка), 4 с.